# فريدريك روي
فريدريك روي هو لاعب هوكي الجليد كندي، ولد في 26 فبراير 1991 في مونتريال في كندا.

## وصلات خارجية
- فريدريك روي على موقع دوري الهوكي الوطني (الإنجليزية)
- فريدريك روي على موقع EliteProspects.com (الإنجليزية)
- فريدريك روي على موقع HockeyDB.com (الإنجليزية)